# Alexander Würtenberger
Alexander Würtenberger (* 19. September 1854 in Dettighofen; † 5. Juli 1933 ebenda) war ein deutscher Landwirt, Gärtner und Heimatdichter.

## Leben
Alexander Würtenberger war ein Sohn von Franz Joseph Würtenberger. Nach dem Besuch der Dorfschule in Dettighofen und in Wil lernte er den Beruf des Gärtners. Bereits mit 17 Jahren veröffentlichte er Gedichte in der lokalen Zeitung Alb-Bote, seine Militärdienstzeit von 1872 bis 1874 im 6. badischen Infanterieregiment 114 regt ihn zu manchem bissigen Spottgedicht an. Nach dem Militärdienst begab er sich auf Wanderschaft und wurde am 1. September 1881 Hofgärtner in Baden-Baden. 1880 erschien Alte Geschichten vom Oberrhein. Nebenbei sammelte er Sagen und veröffentlichte diese 1881. Bereits am 1. September 1892 war er gezwungen seine hoffnungsvolle Stelle aufzugeben, um Zuhause im elterlichen Betrieb mitzuarbeiten. Rosenwildlinge bringen ihn auf den Gedanken diese zu züchten und zu veredeln, dies baute er später zu einer Anbaufläche über zwei Hektare aus, doch nach 20 Jahren stellte er dies wieder ein. Es gelang ihm die Zucht einer seltenen schwarz-roten Rose.
Er war als Redakteur der 14-täglich in München erscheinenden Illustrierten Gartenzeitung und des Gartenbaukalenders tätig, in denen er zahlreiche Artikel verfasste. Nebenbei beschäftigte er sich wie sein Vater mit geologischen und prähistorischen Studien. Daneben war er Sachverständiger für Altertumsfragen und Bezirksrat, sowie ehrenamtlicher Bezirkspfleger für Baudenkmäler im Amtsbezirk Waldshut, Vereinsvorsitzender des Landwirtschaftlichen Vereins Jestetten und der Bienenzüchter Erzingen. Am 11. Februar 1902 erhielt er das Verdienstkreuz des Zähringer Löwenordens.

## In Amerika
Als im Jahr 1900 der aus Baltersweil ausgewanderte Georg Wittmer die Heimat besuchte, half er diesem in Amerika durch Ölfunde reich gewordenen Landsmann eine Bibliothek, die Wittmer Stiftung mit aufzubauen. Er leitete den Volksbildungsverein und die Bibliothek dann bis 1910 und nach seiner Rückkehr aus Amerika von 1921 bis 1933. Es fanden Vorträge namhafter Personen statt, unter anderen Gerhart von Schulze-Gaevernitz, Hans F. K. Günther, Erich Scheurmann, Ludwig Finckh, Alfred Huggenberger und weitere. Neben Erzählungen schrieb er einige Theaterstücke, wovon 1884 bis 1909 etwa 15 aufgeführt wurden.
Ein Nachdruck eines Artikel von Norbert Jacques betitelt Das Ideale Dorf, erzeugte Schwierigkeiten. Die Veröffentlichungen gefielen nicht allen. Es entstand der Kontakt zu Konstantin Krowopusko, und Hermine Villinger beschreibt die Verhältnisse in ihrem Roman Die Sterngucker. Ein Angebot zur Leitung eines Landerziehungsheims nach dem Vorbild Glarisegg, der »Interlaken Schule« des Landmaschinenherstellers Advance-Rumely, dessen Vorfahren aus dem Elsass stammenden Edward Rumely war ihm daher willkommen und er reiste 1910 zu den Wittmers nach Michigan. 1911 folgten ihm seine Frau und die Kinder nach. Der Plan scheiterte jedoch 1918 und er erwarb in Texas, bei Houston, ein Stück Land und errichtete eine Baumwollfarm, die schon 1913 vom nahen Fluss Brazos vollkommen überflutet wurde, seine Frau und eine Tochter und deren Mann reisten zurück in die Heimat. Er wollte noch Regresse geltend machen und konnte dann aufgrund des Beginns des Ersten Weltkrieges zunächst nicht mehr ausreisen. Er betätige sich als Berater in der Rosen-, Beeren- und Bienenzucht und kehrte 1920 zurück. Hier bezog er seinen Altersruhesitz, das Dichterhäusle auf dem Eichberg, bei Eichberg bei Dettighofen und befasste sich mit Schriftstellerei und Heimatforschung und züchtete Rosen. Sein Grabstein, ein Findling vom Kalten Wangen, steht heute bei der Wittmer-Bibliothek.

## Das Dichterhäusle auf dem Eichberg
Das von ihm 1908 erbaute Haus vermietete sein Schwiegersohn. Zunächst wohnte hier für drei Jahre der Maler Oskar Schlemmer mit seiner Frau, danach Frau Pa Pape und der Dichter Willy Schirp mit seinem Sohn. Nachdem sie weggezogen waren mietete 1939 der Journalist, Musiklehrer und Dichter Fritz Detering das Haus. Er brachte seine Familie mit und sie wohnten hier viele Jahre. Einer seiner Söhne ist der Linguist Klaus Detering. Als das Haus verkauft wurde, war ihm aufgrund der Währungsreform der gewünschte Erwerb nicht möglich. Nach dem Verkauf wurde es nach 1954 von dem zweiten Besitzer abgebrochen und durch einen Neubau ersetzt.

## Werke
- Alte Geschichten vom Oberrhein, 1880
- Schwarzwaldsagen und Geschichten, 1881
- Die einträgliche Beerenkultur, 1891
- Unsere einheimische Orchideen - Ihre Kultur und Verwendung im Garten und als Topfpflanzen, 1892
- Der Hengartshof - Eine Novelle, 1911
- Die Elsbeth vom Thurmhof - Eine Erzählung aus der Zeit des dreißigjährigen Krieges, 1922
- Gedichte und Lyrik
- weitere Erzählungen, teils als Manuskript
- Theaterstücke
- zahlreiche Artikel in Zeitschriften

## Familie
Heinrich Würtenberger war verheiratet und hatte drei Kinder. Seine Brüder waren Heinrich Würtenberger, Heimatdichter und Rosenzüchter und der Geologe Leopold Würtenberger.